# Jan Zajíc

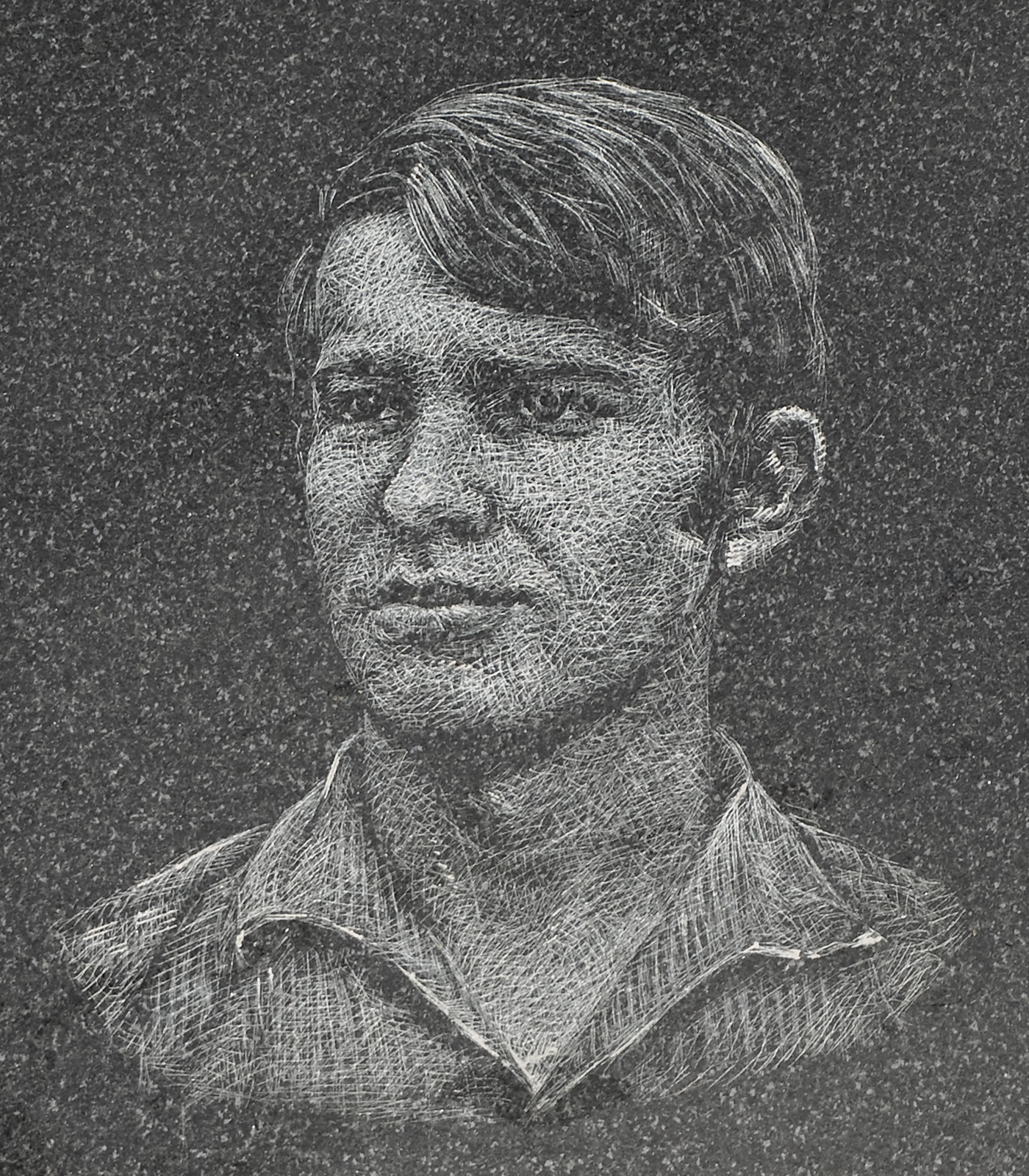
Hình chân dung trên tấm biển tưởng niệm

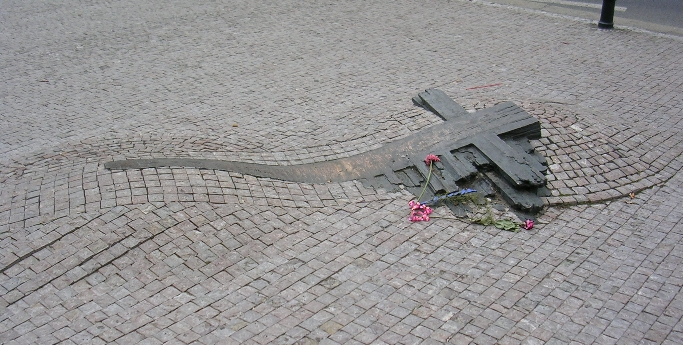
Nơi tưởng niệm Jan Palach và Jan Zajíc trước Nhà bảo tàng quốc gia

Jan Zajíc (3.7.1950 tại Vítkov – 25.2.1969 ở Praha) là một sinh viên người Séc đã tự thiêu như một hành động phản kháng chính trị ở Tiệp Khắc.

## Tiểu sử
Jan Zajíc sinh ngày 3.7.1950 tại Vítkov, là con thứ hai trong một gia đình có ba người con. Anh là sinh viên khoa đường sắt của đại học kỹ thuật Střední průmyslová škola železniční tại Šumperk.
Năm 1969 anh tham gia cuộc tuyệt thực và buổi lễ tưởng niệm Jan Palach của các sinh viên tổ chức ở gần tượng thánh Wenceslas ở Praha.
Trong ngày kỷ niệm năm thứ 21 ngày đảng Cộng sản nắm chính quyền Tiệp Khắc (ngày 25.2.1969), anh du hành tới Praha cùng với 3 bạn sinh viên khác, với ý định cảnh báo công chúng về việc "bình thường hóa" chính trị sắp tới của đất nước. Anh đã viết nhiều thư kêu gọi nhân dân chiến đấu chống việc Liên Xô chiếm đóng quân sự Tiệp Khắc.
Vào khoảng 1 giờ 30 chiều, anh đi vào hành lang của tòa nhà số 39 quảng trường Wenceslas và châm lủa đốt vào quần áo đã nhúng hóa chất của mình. Anh đã không thể chạy ra tới cửa và ngã xuống chết ngay giữa lối đi.
Trong lá thư tuyệt mệnh, anh viết:
"Thưa cha mẹ, anh và em gái !
Khi cha mẹ và anh, em đọc thư này thì con đã chết hoặc gần chết. Con biết hành động của con đã khiến cha mẹ hết sức đau lòng, nhưng xin cha mẹ đừng giận con. Đáng tiếc là không chỉ mình chúng ta trong thế giới này. Con không làm điều này vì do chán sống, trái lại, con rất yêu cuộc sống. Hy vọng rằng hành động của con sẽ làm cho cuộc sống trở nên tốt đẹp hơn. Con biết cái giá của cuộc sống và con biết cuộc sống là cái quý giá nhất. Nhưng con muốn nhiều thứ cho cha mẹ và anh, em, cho mọi người, vì vậy con phải trả giá cao. Xin đừng nản lòng sau sư hy sinh của con, hãy bảo Jacek phải học hành nhiều hơn, cả em Martatrop cũng vậy. Cha mẹ và anh, em không bao giờ chấp nhận sự bất công, dù dưới bất cứ hình thức nào, cái chết của con sẽ ràng buộc cha mẹ và anh,em (với việc đấu tranh chống bất công). Con rất tiếc là sẽ không bao giờ được gặp lại cha mẹ và anh, em hoặc cái mà con rất yêu quý. Xin tha lỗi cho con là đã cãi lại cha mẹ quá nhiều. Xin đừng để chúng biến con thành một kẻ điên rồ.
Xin chào mọi người, dòng sông và khu rừng".
Cơ quan công an mật vụ đã cấm không cho chôn cất anh ở Praha vì sợ sẽ có các cuộc biểu tình, như đã xảy ra trong đám tang của Jan Palach trước đó. Sau đó anh được mai táng ở thành phố quê hương Vítkov.

## Tưởng niệm
- Sau cuộc Cách mạng Nhung, một cây thánh giá bằng đồng đã được đặt trên nền đất trước Nhà bảo tàng quốc gia ở Quảng trường Wenceslas để vinh danh cả Jan Palach và Jan Zajíc.
- Chiếc mặt nạ đắp theo khuôn mặt thi thể của anh do nhà điêu khắc Olbram Zoubek thực hiện được đặt tại trường trung học cấp II của anh (nay là Vyšší odborná škola a střední průmyslová škola Šumperk).

## Vinh dự
- Huân chương Tomáš Garrigue Masaryk hạng nhất của Cộng hòa Séc (truy tặng năm 1991)
- Tiểu hành tinh 20164 Janzajíc được đặt theo tên anh